# Triều Tiên Chính Tổ

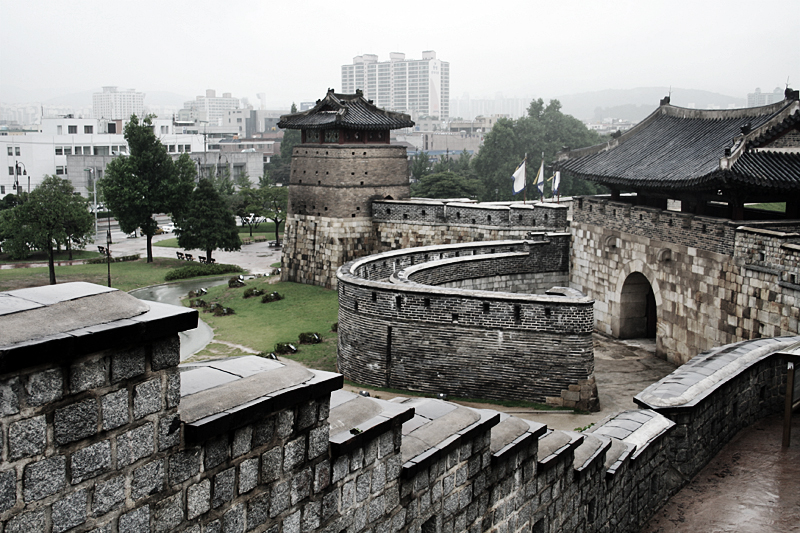
Thành Hwaseong

Triều Tiên Chính Tổ (chữ Hán: 朝鮮正祖; Hangul: 조선정조, 28 tháng 10 năm 1752 – 28 tháng 6 năm 1800) là vị quốc vương thứ 22 của nhà Triều Tiên. Ông trị vì từ năm 1776 đến năm 1800, tổng cộng 24 năm.
Chính Tổ Đại vương là cháu đích tôn của quốc vương tiền nhiệm Triều Tiên Anh Tổ và là con trai của vị Vương thế tử nổi tiếng bậc nhất lịch sử triều đại phong kiến Triều Tiên, Trang Hiến Vương thế tử Lý Huyên (莊獻王世子 李愃, 1735 - 1762) hay còn gọi là Tư Điệu Vương thế tử (思悼王世子). Cái chết của Vương thế tử luôn là đề tài tranh luận của các nhà sử học và việc con trai ông là Chính Tổ Đại vương nối ngôi cũng là đề tài cho nhiều cảm hứng nghệ thuật, văn học và điện ảnh.
Triều đại của Chính Tổ đã cố gắng thực hiện cải cách bộ máy chính quyền Triều Tiên, giúp đất nước đi lên. Triều đại của ông còn nổi tiếng với việc trọng dụng quyền thần Hồng Quốc Vinh. Chính Tổ được các học giả ngày nay xem là một trong những quốc vương anh minh và có tầm nhìn xa trông rộng nhất của nhà Triều Tiên, bên cạnh Triều Tiên Thế Tông.

## Thân thế
Tên huý của Chính Tổ là Lý Toán (李祘, Yi San), ấu danh Hy Thọ (禧壽), tên tự là Quang Thúc (光叔), tên hiệu Dưỡng Tính Hiên (養性軒). Ông sinh ra vào ngày 22 tháng 9 (tức 28 tháng 10 dương lịch), năm Anh Tổ thứ 28 (1752) tại điện Cảnh Xuân, cung Xương Đức (景春殿, 昌慶宮). Ông là con trai thứ hai của Trang Hiến Vương thế tử Lý Huyên (李愃, 이선) và Vương thế tử tần họ Hồng, đến năm 1759 ông được sắc lập làm Vương thế tôn (王世懿). Người anh cả cùng mẹ của ông là Ý Chiêu Vương thế tôn (懿昭王世懿, 1750 - 1752) đã mất cùng năm, trước khi ông ra đời. Ngoài ra, Chính Tổ còn có ba người em trai khác mẹ là Ân Ngạn Quân (恩彦君, 1754 - 1801), Ân Tín Quân (恩信君, 1755 - 1771), Ân Toàn Quân (恩全君, 1759 - 1777), con của Trang Hiến Vương thế tử với những hầu thiếp khác là Lương đệ họ Lâm (良娣 林氏) và Thủ tắc họ Phác (守則 朴氏).
Ngày 15 tháng 2 năm 1757, nguyên phối chính thất của Anh Tổ là Trinh Thánh Vương hậu qua đời, đến ngày 26 tháng 3 cùng năm, đích mẫu của Anh Tổ là Nhân Nguyên Vương hậu băng hà. Sự qua đời của một loạt những thành viên nắm giữ vai trò quan trọng trong vương thất và cũng là những người yêu mến và ủng hộ Trang Hiến Vương thế tử khiến cho mối bất hòa giữa ông với Anh Tổ và triều thần trở nên sâu sắc. Năm 1759, Khánh Châu Kim thị (慶州 金氏) trở thành Kế Vương phi, phe phái chống đối Vương thế tử trong triều đình càng thêm lớn mạnh.
Năm 1762, xảy ra sự kiện Nhâm Ngọ họa biến (壬午禍變), Vương thế tử cha ông bị Anh Tổ và triều thần buộc tội và ban chết, mẹ ông là Vương thế tử tần họ Hồng cũng bị đổi gọi làm Huệ tần (惠嬪). Ít lâu sau, Anh Tổ niệm tình phụ tử mà truy tặng cho cha ông làm Tư Điệu Vương thế tử (思悼王世子). Trong tự truyện Nhàn Trung lục (閑中錄, 한중록, Hanchungrok), Huệ tần có đề cập đến những chi tiết về người chồng xấu số của mình.
Năm 1764, trong Kỷ Tỵ họa biến (己巳禍變), Anh Tổ buộc Chính Tổ phải làm con thừa tự của Hiếu Chương Vương thế tử Lý Hưng (孝章王世子李緈, 1719 - 1728), người con trưởng của Anh Tổ và Ôn Hy Tĩnh Tần họ Lý.
Khi làm Vương thế tôn, Chính Tổ đã gặp gỡ Hồng Quốc Vinh (洪國榮, 홍국영), một quý tộc xuất thân từ sĩ tộc Phong Sơn Hồng thị (豊山 洪氏) của Huệ tần họ Hồng, một trong những triều thần có sự nghiệp gây nhiều tranh cãi. Ban đầu, Hồng Quốc Vinh là trợ thủ đắc lực giúp Chính Tổ lên ngôi, ra sức củng cố Vương quyền, nhưng sau đó lại bị Chính Tổ lưu đày vì có ý lộng quyền và mưu hại chính thất của ông là Hiếu Ý Vương hậu.

## Kế vị
Năm 1776, ngày 5 tháng 3 (ÂL) tức ngày 22 tháng 4 dương lịch, Anh Tổ băng hà. Sang đến ngày 10 tháng 3 (ÂL) tức ngày 27 tháng 4 dương lịch, Vương thế tôn Lý Toán lên kế vị. Ông đã khẳng định mình là con trai của Tư Điệu Vương thế tử Lý Huyên, đồng thời để tỏ lòng hiếu thuận với sinh mẫu, Chính Tổ đã phong tặng Huệ tần họ Hồng làm Huệ Khánh cung (惠慶宮). Trong vương thất, danh hiệu này chỉ đứng dưới Trinh Thuần Vương hậu họ Kim khi ấy đang là Duệ Thuận Vương đại phi.
Thời kỳ trị vì của ông được đánh giá là ổn định, không rối loạn như thời kỳ của Anh Tổ. Anh Tổ đã quyết định ban chết cho người con trai độc nhất khi ấy là Trang Hiến Vương thế tử dưới áp lực lớn và ảnh hưởng đáng kể của các thế lực quyền thần, những người vốn có sẵn mâu thuẫn với Vương thế tử. Sau này tuổi thơ và thời kỳ làm thế tôn của Chính Tổ gặp không ít khó khăn, chủ yếu là đến từ Trinh Thuần Vương hậu và phái Lão luận. Chính Tổ nhiều lần vượt qua biến động chính trường nhờ vào phần lớn sự giúp đỡ của Hồng Quốc Vinh.
Năm 1787, ông minh oan cho cha là Tư Điệu Vương thế tử, đổi gọi thụy hiệu là Trang Hiến (莊獻). Mộ phần của Trang Hiến Thế tử cũng được sửa sang và đổi tên gọi từ Thùy Ân mộ (垂恩墓) thành Vĩnh Hựu viên (永祐园), từ đường Thùy Ân miếu (垂恩庙) đổi gọi làm Cảnh Mộ cung (景慕宫). Còn Hiếu Chương Vương thế tử Lý Hưng (孝章王世子 李緈) và Hiền tần họ Triệu (賢嬪 趙氏) trên danh nghĩa vẫn là cha mẹ của ông, được truy tôn làm Chân Tông Đại vương (真宗大王) và Hiếu Thuần Vương hậu (孝純王后), lăng mộ đặt tại Vĩnh lăng (永陵), Pha Châu.
Năm 1789, ông quyết định dời mộ phần của cha là Trang Hiến Vương thế tử về Thủy Nguyên, đặt tại Hiển Long viên (顯隆園), về sau đổi thành Long lăng (隆陵). Tại đây, Chính Tổ xây dựng Hoa Thành để canh giữ cho lăng mộ của Trang Hiến Thế tử. Hiện nay, Hoa Thành là một trong những di sản văn hóa thế giới.

## Cải cách
Chính Tổ khởi xướng một cuộc cải cách và phục hưng mới cho triều đại Triều Tiên. Ban đầu, ông tiếp nối chính sách Đãng bình (蕩平, 탕평, T'angp'yŏng) của tổ phụ Anh Tổ. Ông củng cố vương quyền, tập trung quyền lực để thi hành những cải cách một cách thuận lợi.
Chính Tổ ban hành nhiều cải cách trong suốt thời kỳ trị vì, ông cho xây dựng Khuê Chương các (奎章閣, 규장각, Kyuchangkak), một thư viện quốc gia với mục đích phát triển vị thế văn hóa, chính trị của đất nước và tuyển dụng nhân tài vào bộ máy triều đình. Ông cũng tuyển dụng các nho sỹ có xuất thân thấp kém, những người có cha thuộc tầng lớp quý tộc Lưỡng ban (兩班, 양반, Yangban) và mẹ là những Tiện dân (賤民, 천민, Ch'ŏnmin), bổ nhiệm vào các vị trí trong bộ máy quan lại Trước đây, họ bị tầng lớp sĩ phu khinh thường vì dòng máu "tạp chủng bẩn thỉu" và bị cấm tham gia chính trường. Điều này góp phần làm giảm sự trói buộc và khoảng cách của những thành viên ngoại thích và các gia đình quý tộc giàu có, một hiện tượng phổ biến xuyên suốt lịch sử Triều Tiên.
Chính Tổ đã ủng hộ các quan lại theo đường lối Thực học (實學, 실학, Sirhak), và ngược lại các quan lại này tỏ ra trung thành với nhà vua. Trong thời đại của Chính Tổ, văn hóa đại chúng Triều Tiên tiến thêm một bước phát triển mới.
Bên cạnh đó, thời đại của ông cũng có một vài phát minh quan trọng như là chiếc cầu phao có thể giúp nhiều người qua sông cùng lúc. Người phát minh ra chiếc cầu phao này là Đinh Nhược Dong (丁若鏞, 정약용, Jeong Yak Yong), ông đã giúp Chính Tổ rất nhiều trong công việc.
Ông đề cao những người có tư tưởng cải cách mặc dù thời bấy giờ những khuynh hướng ấy không được chấp nhận ở Triều Tiên. Trong thời đại của Chính Tổ, các quốc gia khác đã đạt được nhiều tiến bộ do có một vài cuộc thay đổi vương quyền. Tuy nhiên, Chính Tổ không sống đủ lâu để đạt được nhiều thành quả hơn.
Năm 1784, nhà sử học Yu Deuk-gong của nhà Triều Tiên (đời vua Triều Tiên Chính Tổ) cho phát hành bộ sách mang tên Balhaego (발해고, 	渤海考, Bột Hải khảo). Đây là sự kiện khẳng định rằng lịch sử của vương quốc Bột Hải đã thuộc về dân tộc Triều Tiên. Tuy nhiên tại thời điểm bộ sách Balhaego này được phát hành thì người Nữ Chân đang cai trị Trung Quốc dưới hình thức là nhà Thanh (đời vua Càn Long). Các nhà sử học Triều Tiên và Hàn Quốc ngày nay đã thừa nhận rằng vương quốc Bột Hải là vương quốc kế thừa Cao Câu Ly, là một phần của Thời đại Nam–Bắc Quốc trong lịch sử Triều Tiên.

## Qua đời
Năm 1800, ngày 28 tháng 6 (ÂL) tức ngày 18 tháng 8 dương lịch, Chính Tổ đại vương mất đột ngột ở Nghênh Xuân hiên (迎春軒) của Xương Khánh cung (昌慶宮) khi chỉ mới 48 tuổi. Ông đã không kịp nhìn thấy giấc mộng chính trị cả đời mình được thực hiện bởi người con trai, Triều Tiên Thuần Tổ. Đến tận bây giờ vẫn có rất nhiều tài liệu lịch sử bàn về cái chết bí ẩn của Chính Tổ.
Ông được dâng thụy hiệu là Kính Thiên Minh Đạo Hồng Đức Hiển Mô Văn Thành Vũ Liệt Thánh Nhân Trang Hiếu Đại vương (敬天明道洪德顯謨文成武烈聖仁莊孝大王), miếu hiệu là Chính Tông (正宗), được mai táng tại Kiện lăng (健陵, 건릉, Kŏnnŭng), ngày nay tọa lạc ở Hoa thành.
Thời Đại Hàn Đế quốc, Cao Tông truy tôn ông làm Chính Tổ (正祖), thụy hiệu là Tuyên Hoàng đế (宣皇帝).

## Gia đình
- Tổ phụ: Triều Tiên Anh Tổ Lý Khâm (朝鮮英祖 李昑, 1694 - 1776).
- Tổ mẫu: Chiêu Dụ Ánh tần Lý thị (昭裕暎嬪 李氏, 1696 - 1764), người Toàn Nghĩa (全義), con gái của Lý Du Phiên (贈贊成 李楡蕃) và Lễ Tuyền Kim thị (醴泉金氏). Ban đầu truy tặng làm Nghĩa Liệt cung (義烈宮), Chính Tổ nối ngôi đổi gọi làm Tuyên Hy cung (宣禧宮).
  - Thân phụ: Trang Hiến Vương thế tử Lý Huyên (莊獻王世子李愃, 1735 - 1762), con trai của Anh Tổ và Chiêu Dụ Ánh tần họ Lý. Sau sự kiện Nhâm Ngọ họa biến (1762) bị Anh Tổ phế truất và ban chết, sau lại truy tặng làm Tư Điệu Vương thế tử (思悼王世子). Chính Tổ nối ngôi (1776) đổi gọi làm Trang Hiến Vương thế tử (莊獻王世子).
  - Thân mẫu: Hiến Kính Huệ tần Hồng thị (獻敬惠嬪洪氏, 1735 - 1815), người Phong Sơn (豊山), con gái của Vĩnh Phong Phủ viện quân Hồng Phượng Hán (永豊府院君洪鳳漢) và Hàn Sơn Phủ phu nhân Hàn Sơn Lý thị (韓山府夫人韓山李氏). Chính Tổ nối ngôi phong tặng mỹ hiệu Huệ Khánh cung (惠慶宮).
  - Nghĩa phụ: Hiếu Chương Vương thế tử Lý Hưng (孝章王世子李緈, 1719 - 1728), con trai của Anh Tổ và Ôn Hy Tĩnh tần họ Lý. Sau sự kiện Kỷ Tỵ họa biến (1764), Anh Tổ buộc Chính Tổ làm con thừa tự của Hiếu Chương Thế tử. Chính Tổ lên ngôi (1776), truy tôn làm Chân Tông Đại vương (真宗大王).
  - Nghĩa mẫu: Hiếu Thuần Hiền tần Triệu thị (孝純賢嬪趙氏, 1715 - 1751), người Phong Nhưỡng (豐壤), con gái của Triệu Văn Mệnh (趙文命). Năm 1728, Hiếu Chương Thế tử qua đời, Triệu thị cũng bị đổi gọi làm Hiền tần (賢嬪). Anh Tổ năm thứ 27 (1751), bà qua đời tại Tư Thiện đường (資善堂), Anh Tổ truy tặng thụy hiệu Hiếu Thuần Hiền tần. Chính Tổ nối ngôi (1776), tôn làm Hiếu Thuần Vương hậu (孝純王后).
- Hậu phi:

1. Hiếu Ý Vương hậu Kim thị (孝懿王后 金氏, 1753 - 1821), người ở Thanh Phong (清風), con gái của Thanh Nguyên Phủ viện quân Kim Thời Mặc (清原府院君金時默) và Đường Thành Phủ phu nhân Nam Dương Hồng thị (唐城府夫人南陽洪氏). Không con. Thời Triều Tiên Thuần Tổ được tôn làm Duệ Kính Từ Túy Vương đại phi (睿敬慈粹王大妃).
2. Hiển Mục Tuy tần Phác thị (顯穆綏嬪 朴氏, 1770 - 1822), người Phan Nam (潘南), con gái của Phác Chuẩn Nguyên (朴準源) và Nguyên Châu Nguyên thị (原州元氏). Sinh ra Triều Tiên Thuần Tổ, được gọi theo cung hiệu Gia Thuận cung (嘉順宮). Thời Đại Hàn Đế quốc, Cao Tông truy tặng làm Hiển Mục Tuy phi (顯穆綏妃).
3. Nhân Thục Nguyên tần Hồng thị (仁淑元嬪 洪氏, 1766 - 1779), xuất thân sĩ tộc Phong Sơn Hồng thị (豊山洪氏) của Hiến Kính Huệ tần, con gái của Hồng Lạc Xuân (洪樂春), em gái của Hồng Quốc Vinh (洪國榮). Chính Tổ năm thứ 2 (1778) được ban giáo mệnh nhập cung, ban cho danh phận Nguyên Tần (元嬪), được ban thêm cung hiệu Thục Xương cung (淑昌宮).
4. Nghi tần Thành thị (宜嬪成氏, 1753 - 1786), người Xương Ninh (昌寧), con gái của Thành Dận Hựu (成胤祐) và Lâm thị (林氏). Sinh hạ trưởng tử là Văn Hiếu thế tử Lý Hanh và một ông chúa. Khi Nghi tần qua đời, chính sử ghi lại rằng Chính Tổ bàng hoàng và không thể nhớ bất cứ điều gì trong những ngày sau đó.
5. Hòa tần Doãn thị (和嬪尹氏, 1765 - 1824), người Nam Nguyên (南原), con gái của Doãn Xương Dận (尹昌胤). Chính Tổ năm thứ 4 (1780) nhập cung, ban cho danh phận Tần (嬪) với mỹ hiệu Hòa (和), gọi là Hòa tần (和嬪), lại được ban thêm cung hiệu là Khánh Thọ cung (慶壽宮).

### Vương tử
1. Văn Hiếu Vương thế tử Lý Hanh (文孝王世子李㬀, 1782 - 1786), con trai của Thành Nghi tần. Thời Đại Hàn Đế quốc, Cao Tông truy tặng làm Văn Hiếu Hoàng thái tử (文孝皇太子).
2. Triều Tiên Thuần Tổ Lý Công (李玜), con trai của Hiển Mục Tuy tần.

### Vương nữ
1. Một Ông chúa với Thành Nghi tần, chết yểu (1784).
2. Thục Thiện Ông chúa (淑善翁主, 숙선옹주, 1793 - 1836), con gái của Hiển Mục Tuy tần. Hạ giá lấy Vĩnh Minh uý Hồng Hiển Chu (洪顯周).

## Trong văn hóa đại chúng
- Thể hiện bởi Kim Yong-gun trong bộ phim truyền hình của đài MBC sản xuất năm 1989 500 Years of Joseon Dynasty: Pa Mun.
- Thể hiện bởi Jung Jae-gon trong bộ phim truyền hình của đài MBC sản xuất năm 2001 Hong Guk-yeong.
- Thể hiện bởi Lee Seo-jin và Park Ji-bin trong bộ phim truyền hình của đài MBC sản xuất năm 2007 Lee San, Triều đại Chosun.[3]

Phim kể về tuổi thơ sóng gió, quá trình kế vị và làm vua với nhiều trăn trở cho đất nước của Chính Tổ. Bộ phim có khắc họa chi tiết về tình yêu hư cấu của Chính Tổ và một thường dân, nữ họa sư Song Yeung - một hình tượng có lẽ tượng trưng cho Thành Nghi tần. Đó là một tình yêu đầy nghịch cảnh nhưng rất lãng mạn, bắt đầu từ thời thơ ấu và kéo dài đến 30 năm.  Chỉ số rating của bộ phim tăng lên từng tập. Từ 14,2% của tập đầu tiên lên đến 30,8% ở tập thứ 53. Trong thể loại phim cổ trang thì Lee San - Triều đại Chosun chỉ xếp sau Nàng Dae Jang Geum từng nổi đình nổi đám trong năm 2003.
- Thể hiện bởi Ahn Nae-sang trong bộ phim truyền hình của đài KBS2 sản xuất năm 2007 Conspiracy in the Court.[3]
- Thể hiện bởi Kim Sang-joong và Park Gun-tae trong bộ phim truyền hình của đài CGV sản xuất năm 2007 Eight Days, Assassination Attempts against King Jeongjo.[3]
- Thể hiện bởi Bae Soo-bin trong bộ phim truyền hình của đài SBS sản xuất năm 2008 Họa sĩ gió.
- Thể hiện bởi Han Myeong-goo trong bộ phim điện ảnh sản xuất năm 2008 Portrait of a Beauty.
- Thể hiện bởi Jo Sung-ha trong bộ phim truyền hình của đài KBS2 sản xuất năm 2010 Sungkyunkwan Scandal.
- Thể hiện bởi Hong Jong-hyun trong bộ phim truyền hình của đài SBS sản xuất năm 2011 Chiến binh Baek Dong-soo.
- Thể hiện bởi Hyun Bin và Goo Seung-hyun  trong bộ phim điện ảnh sản xuất năm 2014 The Fatal Encounter.
- Thể hiện bởi Lee Je-hoon, Kim Woo-suk, và Kim Dan-yool trong bộ phim truyền hình của đài SBS sản xuất năm 2014 Secret Door.
- Thể hiện bởi Go Woo-rim trong bộ phim truyền hình đặc biệt của đài KBS2 sản xuất năm 2015 Crimson Moon.
- Thể hiện bởi So Ji-sub và Lee Hyo-je trong bộ phim điện ảnh sản xuất năm 2015 Bi kịch triều đại.
- Thể hiện bởi Lee Jun-ho và Lee Se-young trong bộ phim truyền hình của đài MBC sản xuất năm 2021 Viền đỏ trên tay áo

Là một bộ phim cổ trang dài tập (17 tập), cũng kể về tuổi thơ cũng như là quá trình kế vị của Chính Tổ. Tuy nhiên, bộ phim chủ yếu xoay quanh câu chuyện tình cảm giữa Chính Tổ Đại vương và Nghi tần Thành thị, người phi tần mà Chính Tổ vô cùng sủng ái. Mặc dù, trải qua vinh sủng tột cùng, nhưng cuối cùng bà lại ra đi khi còn quá trẻ, để lại niềm tiếc thương vô hạn cho nhà vua.